# Coppa Italia 2013-2014 (pallanuoto maschile)
La Coppa Italia 2013-2014 di pallanuoto maschile è stata la 23ª edizione del trofeo assegnato annualmente dalla FIN. La competizione ha aperto la stagione italiana di club 2013-2014 il 28 settembre, e si è conclusa il 1º marzo.
Come già accaduto nell'edizione precedente, prendono parte alla coppa solo le 12 squadre iscritte alla Serie A1, escludendo dunque per il secondo anno consecutivo le squadre di A2. Il formato è confermato dall'edizione precedente, con due fasi a gironi seguite dalla Final Four, che si è disputata nel Centro Natatorio Mompiano di Brescia..
La Pro Recco ha conquistato il trofeo per la nona volta, dopo aver sconfitto in finale l'AN Brescia. Il Posillipo si è classificato terzo, sconfiggendo la Rari Nantes Bogliasco nella finale per il terzo posto.

## Prima fase
La prima fase prevede due gironi da disputarsi in sede unica il 28 e 29 settembre 2013, a cui hanno partecipato le squadre classificate dal 5º al 10º posto del campionato 2012-2013 e le due neopromosse dalla Serie A2. Le prime due classificate di ogni girone si qualificano alla fase successiva.

### Gironi
| Gruppo A                                |
| sede: Napoli Piscina Mostra d'Oltremare |
| Bogliasco                               |
| Canottieri Napoli                       |
| Lazio                                   |
| Posillipo                               |

| Gruppo B                       |
| sede: Como Piscina Olimpionica |
| Como                           |
| Nervi                          |
| Promogest                      |
| Savona                         |

### Gruppo A
|    | Classifica        | Pt | G | V | N | P | GF | GS | DR  |
| -- | ----------------- | -- | - | - | - | - | -- | -- | --- |
| 1. | Posillipo         | 9  | 3 | 3 | 0 | 0 | 39 | 25 | +14 |
| 2. | Bogliasco         | 6  | 3 | 2 | 0 | 1 | 30 | 30 | 0   |
| 3. | Lazio             | 3  | 3 | 1 | 0 | 2 | 31 | 34 | -3  |
| 4. | Canottieri Napoli | 0  | 3 | 0 | 0 | 3 | 24 | 35 | -11 |

| Calendario e risultati |         |                       |         |
|                        |         |                       |         |
| 28-09-13               | h 15:00 | Lazio - CC Napoli     | 9 - 8   |
| 28-09-13               | h 16:30 | Posillipo - Bogliasco | 11 - 6  |
| 29-09-13               | h 09:00 | Bogliasco - CC Napoli | 12 - 10 |
| 29-09-13               | h 10:30 | Posillipo - Lazio     | 14 - 13 |
| 29-09-13               | h 15:00 | Lazio - Bogliasco     | 9 - 12  |
| 29-09-13               | h 16:30 | CC Napoli - Posillipo | 6 - 14  |

### Gruppo B
|    | Classifica | Pt | G | V | N | P | GF | GS | DR  |
| -- | ---------- | -- | - | - | - | - | -- | -- | --- |
| 1. | Como       | 7  | 3 | 2 | 1 | 0 | 31 | 23 | +8  |
| 2. | Savona     | 6  | 3 | 2 | 0 | 1 | 35 | 21 | +14 |
| 3. | Promogest  | 4  | 3 | 1 | 1 | 1 | 33 | 29 | +4  |
| 4. | Nervi      | 0  | 3 | 0 | 0 | 3 | 16 | 42 | -26 |

| Calendario e risultati |         |                    |         |
|                        |         |                    |         |
| 28-09-13               | h 16:30 | Como - Nervi       | 11 - 5  |
| 28-09-13               | h 18:00 | Promogest - Savona | 7 - 12  |
| 29-09-13               | h 09:30 | Nervi - Promogest  | 7 - 16  |
| 29-09-13               | h 11:00 | Savona - Como      | 8 - 10  |
| 29-09-13               | h 16:00 | Promogest - Como   | 10 - 10 |
| 29-09-13               | h 17:30 | Nervi - Savona     | 4 - 15  |

## Seconda fase
Hanno accesso diretto a questa fase le prime quattro classificate del campionato 2012-2013 (Pro Recco, AN Brescia, Florentia, Acquachiara). Come nella prima fase, vengono disputati due gironi in sede unica tra il 25 e il 26 gennaio 2014, in cui le prime due classificate vengono ammesse alla Final Four.

### Gironi
| Gruppo C                                              |
| sede: Bogliasco (GE) Stadio del Nuoto Gianni Vassallo |
| Pro Recco                                             |
| Acquachiara                                           |
| Bogliasco                                             |
| Como                                                  |

| Gruppo D                                |
| sede: Brescia Centro Natatorio Mompiano |
| AN Brescia                              |
| Florentia                               |
| Posillipo                               |
| Savona                                  |

### Gruppo C
|    | Classifica  | Pt | G | V | N | P | GF | GS | DR  |
| -- | ----------- | -- | - | - | - | - | -- | -- | --- |
| 1. | Pro Recco   | 9  | 3 | 3 | 0 | 0 | 36 | 18 | +18 |
| 2. | Bogliasco   | 6  | 3 | 2 | 0 | 1 | 34 | 36 | -2  |
| 3. | Acquachiara | 3  | 3 | 1 | 0 | 2 | 22 | 24 | -2  |
| 4. | Como        | 0  | 3 | 0 | 0 | 3 | 20 | 34 | -14 |

| Calendario e risultati |         |                         |       |
|                        |         |                         |       |
| 25-01-14               | h 18:00 | Pro Recco - Como        | 12-4  |
| 25-01-14               | h 19:30 | Acquachiara - Bogliasco | 9-11  |
| 26-01-14               | h 09:30 | Como - Acquachiara      | 6-9   |
| 26-01-14               | h 11:00 | Bogliasco - Pro Recco   | 10-17 |
| 26-01-14               | h 16:00 | Acquachiara - Pro Recco | 4-7   |
| 26-01-14               | h 17:30 | Como - Bogliasco        | 10-13 |

### Gruppo D
|    | Classifica | Pt | G | V | N | P | GF | GS | DR  |
| -- | ---------- | -- | - | - | - | - | -- | -- | --- |
| 1. | AN Brescia | 9  | 3 | 3 | 0 | 0 | 32 | 22 | +10 |
| 2. | Posillipo  | 4  | 3 | 1 | 1 | 1 | 25 | 21 | +4  |
| 3. | Savona     | 4  | 3 | 1 | 1 | 1 | 28 | 25 | +3  |
| 4. | Florentia  | 0  | 3 | 0 | 0 | 3 | 17 | 34 | -17 |

| Calendario e risultati |         |                        |      |
|                        |         |                        |      |
| 25-01-14               | h 17:30 | Florentia - Savona     | 5-12 |
| 25-01-14               | h 19:00 | AN Brescia - Posillipo | 8-7  |
| 26-01-14               | h 09:30 | Posillipo - Florentia  | 11-6 |
| 26-01-14               | h 11:00 | Savona - AN Brescia    | 9-13 |
| 26-01-14               | h 16:00 | Posillipo - Savona     | 7-7  |
| 26-01-14               | h 17:30 | Florentia - AN Brescia | 6-11 |

## Final Four

### Semifinali
| Arbitri: | Paoletti Riccitelli |

|                                                                                                |           |                              |
| 2: Lapenna, Giacoppo, Aicardi, Fondelli 1: Joković, Figlioli, Giorgetti, Felugo, Ivović, Gitto | Marcatori | 4: Radović 3: Renzuto Iodice |

| Arbitri: | Caputi Ceccarelli |

|                                                                                             |           |                                |
| 4: C. Presciutti 2: Bodegas, Di Fulvio 1: Valentino, Legrenzi, Molina, Rizzo, N. Presciutti | Marcatori | 1: Marziali, Di Somma, Lanzoni |

### Finale 3º posto
| Arbitri: | Ceccarelli Paoletti |

|                                                                             |           |                                                           |
| 4: Radović 3: Bertoli, Mandolini 2: Dolce, Renzuto Iodice, Saccoia 1: Rossi | Marcatori | 3: Bruni 2: Lanzoni 1: Marziali, Di Somma, Boero, Gavazzi |

### Finale
| Arbitri: | Caputi Riccitelli |

|                                                     |           |                                                                |
| 5: Ivović 2: Joković, Aicardi 1: Lapenna, Giorgetti | Marcatori | 2: Napolitano 1: C. Presciutti, Molina, N. Presciutti, Bodegas |